# キューティクル探偵因幡
『キューティクル探偵因幡』（キューティクルたんていいなば）は、もちによる日本の漫画作品。
『月刊Gファンタジー』（スクウェア・エニックス）にて2007年9月号から2017年2月号まで連載された。単行本は全19巻。ファンブックの11.5巻とアンソロジーコミック1冊も発売された。各話のサブタイトルは毎回「〜事件」と表記されている（番外編は除く）。『月刊Gファンタジー』2009年11月号にてドラマCD化が発表されて第3巻まで発売され、2013年1月から3月までテレビアニメが放送された。作品名の公式での愛称は「毛探偵」（キューティクルの日本語）、「CD因幡」（Cuticle Detectiveの略）。

## あらすじ
毛に異様な執着を見せる狼男の因幡洋は人工授精により産まれた秘密警察犬（シークレットドーベルマン）である。警察犬として働いていた洋だが、行方不明となった弟を探すために私立探偵となり、助手の野崎圭や佐々木優太と共に探偵として活動する。そんなある日、元相棒の荻野邦治警部からイタリアから日本に拠点を移した世界的なマフィアの首領ヴァレンティーノの逮捕を依頼される。マフィアの高貴な毛を期待してアジトに乗り込む洋だったが、そこにいたヴァレンティーノは明らかにヤギ。結局、ヴァレンティーノに逃げられた洋たちだが、その後も彼らの起こす犯罪に立ち向かい、対するヴァレンティーノも狼を憎み何かと洋に嫌がらせを行う。そんな攻防戦を繰り広げる中、洋は探していた弟・遥と再会する。しかし遥は日本警察転覆を企むテロリスト組織・野羅の一員となっていた。狼の集団である事を隠しヴァレンティーノファミリーと同盟を組む野羅は必然的に洋たちと敵対することになるが、野羅のボス・因幡聡明は30年前に無実の罪で警察に捕えられた自分の体の捜索を洋に依頼する。しかし、聡明が荻を始末しようと体を乗っ取った際に前髪を切ったことで洋は怒りを燃やし、聡明を捕まえることを決意する。しかし、何よりもまず毛のことが最優先で、第三者を巻き込みつつグダグダな攻防を続けていく。

## 登場人物
※声優はドラマCD版 / テレビアニメ版の順。記載が1名の場合はテレビアニメ版。

### 因幡探偵事務所
因幡 洋（いなば ひろし）
声 - 関智一 / 諏訪部順一、高森奈津美（子供時代）
本作の主人公。9月4日生まれのおとめ座で、血液型はAB型。23歳。身長174 cm（変身時は+10 cm）。靴のサイズは26.5 cm。｢なめんな〇〇だ｣が口癖。
赤髪で眼鏡をかけていて、いつも首輪を首に巻いている。頭に獣の耳のようなものがあるが、これは本物ではなく髪であり、本人曰く「自然に形成される」らしい。
実は秘密警察犬（シークレットドーベルマン）であり、弟の遥と共に警察に所属していたが、失踪した遥を探すために退職。現在は私立探偵となり都内の2階建てアパートの1階に事務所を構えている。
悲しいまでの重度の毛フェチで髪の毛一本から経歴、性格、DNA配列、生活習慣などの個人情報や記憶までもを読み取れるというサイコメトラーじみた能力を持つ（作中では「鑑識能力」と呼ばれる）。その優れた能力から「毛髪鑑識の神」とも称される。好みの髪質は黒のストレート。地毛主義者であり、染めた毛は頑なに拒む。これは探偵業でも変わらず、好みの髪質の依頼者にはシャンプーさせてもらうことで料金なしで依頼を引き受けるが、逆に染毛や、被り物で髪を隠している依頼者は即座に追い返す（事務所の入口にも「地毛以外立入禁止」というポスターが貼られている）。ただし、どうしても染めなくてはならない場合は卓越した染色技術も披露する。
満月の夜には長髪の狼男の姿に変身し、様々な色の毛を噛むことで能力を使うことができるようになる。なお、優太に背中の秘孔を突いてもらう事で満月の夜以外でも変身することが可能。
使用可能となる能力は、金髪は電撃を放つ「キューティクルボルト」。黒髪は瘴気で半径500メートル以内の生物や物質全てを絶望・腐食させて最終的に黒髪にしてしまう「黒オーラ」。また、変身前以上に腹黒くなる。白髪は怪我や毒を治す治癒能力（ただし治療した場所は副作用で毛深くなってしまう）。茶髪は背中に現れる茶翅による飛行能力。赤髪は赤毛の狼への変身能力。なお、複数種の髪を使用することで複数の能力を同時に使用することもできる（茶髪の茶翅＋金髪の電撃など）。
かなりのマゾヒスト（本人はドSと主張している）で、飼い主的存在である元相棒の荻野に対しては口では文句を言いつつも犬の本能ゆえに決して逆らわない（本人は無自覚）。基本的に正義感は強いが、時折マフィアもドン引きするほどの外道な手段を取ることがある。また、赤髪の人物は自分と同じ扱いなので一切容赦しない。
ブラコンであり、虚弱体質な遥の世話を良く焼いていた。兄気質は遥以外にも働き、年下には甘く面倒見が良い。行方不明の遥を見つけて一緒に警察犬に戻ることを目指していたが、遥がテロ組織の一員となっていたことが発覚してからは、遥を逮捕して警察犬に戻ることに使命を変更している。
人工授精で生まれており、遺伝子上の父親はテロリスト集団・野羅のボス因幡聡明とされている。また、母親については「狼男の遺伝子を人工授精し、自分を生んだ」という事実のみ知っているだけだったが、聡明の肉体を探す最中に零室研究員だったエリナが母親だと知る。
方向音痴（ただし、帰巣本能により帰路だけは間違えない）で、普段はダメさが目立ち圭や優太からもあまりあてにされていないが、毛が絡めばヴァレンティーノファミリーを単身で壊滅させかける能力を発揮する。
3年後では警察犬に復帰した。
野崎 圭（のざき けい）
声 - 立花慎之介 / 入野自由
因幡探偵事務所にて時給900円でアルバイトをしている16歳の少年。中卒。
身長158cm。5月16日生まれ、おうし座。5人きょうだいの4番目。実家は千葉。
本作では希少な常識人であり非常識な発言などのボケにはすぐツッコミを入れ（彼の家族は全員突っ込み気質）、相手によってはツッコミに合わせキック、趣味のダーツを応用した投擲で攻撃をすることもある。
重度の愛猫家で猫が絡むと駄目人間になり、常識人というステータスさえ崩れる。ただし猫アレルギーで、飼っている猫はルナというスフィンクス（無毛種でそのため洋にはバケモノ扱いされている）。主なアレルゲンは毛なので、毛のないスフィンクスを飼うのに支障はきたさない模様。十二支で猫を欺いた鼠を強く憎んでいる。
読みきりでは「愛猫ルナをいただく」といった内容の怪盗予告状をもらったことで因幡探偵事務所に行き、事件を解決してもらった後にアルバイトとして働くことになった。
家族とは離れて暮らしており、兄の知り合いのバーテンダー・浜田庵の元に居候している。
探偵事務所でアルバイトを始める前から安いバイトをいくつも掛け持ちするほど経済的に逼迫していて、「タダ」や「おごり」など金銭面での言葉に弱い。金を粗末に扱う（と言うより食べる）ヴァレンティーノには切実な怒りをあらわにした。
ロレンツォの変装を見破ることができる数少ない人物。本人は否定するが、ガブリエラには下僕とみなされてしまっている。
一度遥によって猫好きから犬好きになるよう洗脳された事があり、その時は弥太郎の顔を舐め回すなど緒方のスキンシップに引けをとらないほど鬱陶しくなり、なおかつ洋たちを凌駕する戦闘能力を見せる（刀を犬用爪切りでへし折ったり、銃口にビーフジャーキーを詰めて暴発させるなど。洋をして「いつでも荻野家の養子になれる」と言わしめた）。だが洗脳状態でも潜在意識の中では猫好きは残っており、猫への愛情の強さが窺える。なお、この犬好き洗脳の件がきっかけとなって、遥に対し敵意を抱くようになった。
ダーツが得意で、手裏剣を投げる、ヘアピンを数十メートル離れた暗殺者（ロレンツォ）の手に突き刺す、ナイフやフォークを投げ部屋中に仕掛けられた監視カメラを使えなくするなどの腕前を誇る。
3年後では優太と共に探偵事務所を継ぎ、猫探しが迅速なので猫の探偵だと思われている。
佐々木 優太（ささき ゆうた）
声 - 斎藤千和 / 下田麻美
ボランティアで因幡探偵事務所の助手をしている、女装趣味を持った金髪碧眼の美少年。日本生まれの日本育ちのハーフのため、金髪は地毛。
身長152 cm。15歳。12月23日生まれ、やぎ座。小学生の頃は長髪だったが、長髪だと傷みやすく洋が泣いてしまうために自身が手入れできるくらいの短髪にしてもらった。女装をしているのは本人いわく「似合うから」。化粧にも憧れているようで、女装友達にもらえるはずだった化粧道具をヴァレンティーノに勝手に使われたときは本気で殺そうとした。
洋のことが好きであり、洋の元相棒である荻野邦治を強く敵視している。事あるごとに陰湿な嫌がらせをし、隙あらば葬ろうともしている。
可愛らしく純粋そうな容姿とは裏腹に、本作一腹黒いサディストで、洋の黒オーラにも屈しない。その冷酷さを買われてマフィアにスカウトされたことも。
家はお金持ちでとある名門の私立女子校に通っている。過去に誘拐されたことがあったが隠し持っていた鞭で誘拐犯を逆に圧倒してしまい、その光景を見た洋の「ご無事ですかお嬢様!!」と下僕根性丸出しの台詞を聞いて嗜虐心を刺激されたことで、洋に懐いた。ちなみに普段は人見知りをするほうで、初対面の相手の時は距離をとるため、圭やソファの後ろに隠れることが多い（本人曰く、人見知りするのは「敵か味方か分からないから」）。
誘拐されたことで護身のために中国、黄山の奥地に住む仙人の秘拳と言われた幻の一指拳、覇武仙流（はむせんりゅう）を体得していて、秘孔を突くことで洋ら秘密警察犬を変身させるのをはじめ、身体を活性化させたり、行動を相手の意思から切り離すことが可能。更に自分の秘孔を突くことで同拳法の奥義、「灼熱ジェラシー」というエネルギー弾を発射する技を使うことができる。
一指拳に加えて、生身で音速を超えてソニックブームを発生させる、巨大ロボットを難なく操作する、魔方陣から荻野を召喚するなど常人にはない才能を幾つも持ち合わせている。
3年後では圭と共に探偵事務所を継いでいる。
女装設定は初代担当に「レギュラー陣は全員男で」と限定され、作者が「見た目だけでも女の子をと思って」と女装させたのが理由。

### 警察関係者
荻野 邦治（おぎの くにはる）
声 - 東地宏樹 / 森川智之
警察官で階級は警部。
変身前の洋より頭一つ以上背の高い192 cmという長身。5月27日生まれのふたご座で、作中誕生日を迎えて現在は30歳。血液型はB型。
警察犬時代の洋の相棒で飼い主的存在。洋が退職し、私立探偵になった後もよく事務所に仕事を持ちかけるが、厄介な依頼な上に髪を触らせる約束を反故にするので、あまり歓迎されない（それでも洋は文句を言っても依頼を断ろうとせず、頼られないと拗ねる）。愛称は「荻」「荻さん」など。
拳銃で頭を撃ち抜いても軽い裂傷を負うだけで死なない、素手で大木を削り娘の彫像を作る、パンチ一発で山を揺らしてその揺れで発生した雪崩を体一つでせき止める、骨折は一日で治るなど、その体の頑丈さやパワーは人間はおろか生物としても常識外れの域に達している（3本のダイナマイトの爆発にも耐える自信があると自称すらしている）。そのことから「鉄人」などと呼称されることもある。そのため、周囲からは人扱いしてもらえないことに悩んでいる。また、着ている黒スーツも桁外れの耐久性を誇り、バズーカが直撃しても全く破損しない（多少焦げることもある）。ただし、薬物への耐性は人並みで、睡眠薬を喰らって無力化されたこともある。単行本のカバー裏4コマでは、幼かった遥に「人間嫌いだから」という理由で無視されたことに対して、「久しぶりに人間扱いされた」と喜ぶ様子を見せるなど、なんとも不憫な一面が垣間見えた（一方で「所轄が選ぶ指揮されたい刑事No.1」という称号を得ているところから、人間扱いはされていなくても下の人間からの信望は厚いようである）。
極めて優秀だが天然なところがあり、簡単な罠に引っかかったり、ヴァレンティーノを何度も追い詰めてはその度に逃げられるなど無能な一面もある。休暇中にヴァレンティーノを発見してしまうという運の悪さも目立つ。
妻と幼い一人娘を持つ所帯持ちであり、私生活では元相棒の洋ですらドン引きするほどの親馬鹿っぷりを発揮する。娘に何かしらの危険が及ぶと、怒りで我を忘れて暴れ出し、妻以外誰も止められなくなる。また、娘が自分にはバレンタインのチョコをくれず洋にはあげると知った時は、ショックのあまりとてつもない事態を引き起こした。
朝に弱いが、髪はかなりの剛毛で寝癖がひどいため、早起きしてセットしている。そのため、髪型を崩されると烈火の如く怒り、洋も触ろうとはしない。
圭曰く、頭を撫でられても反感が起きないなど、父性も持っている。また、取り調べの時にはロレンツォがフラフラになるほどの鬼オーラをフル解放し、さらには凶暴な動物さえ本能で恐怖させ、「おすわり」の一声で屈伏させるなど、相対した相手を威圧する能力が異様に高い。
聡明が「野羅」を創るきっかけとなった警視正、城島薫は母方の祖父。なお、体の頑丈さは父親譲り。
緒方 柚樹（おがた ゆずき）
声 - 置鮎龍太郎 / 鳥海浩輔
警備部警護課に所属する警察官で階級は警視。洋とも旧知の仲。荻野ほどではないが181 cmという長身。3月6日生まれ、29歳、魚座。血液型はA型。母方の家系が代々国際結婚をしているため、地毛の金髪。
荻野とは同期で大学時代から12年の付き合いという腐れ縁。ライバルで仲が悪いと言われているが、実際は真面目な荻野を一方的にからかっており、休日には一緒に遊ぶなど仲の良いと思わせる一面もある。学生時代には荻野の実家で飼われていた番犬のゴロー（シベリアンハスキー）目当てで一時期荻野家に入り浸っていた時期があり、そのせいか荻野の両親とは本人以上に親しい間柄（米や漬物、果てにはビールまで送ってもらっている）で、荻野よりも荻野の実家の家庭内環境に詳しい。
無類の犬好きだが愛情表現に難があり（平たく言うとムツゴロウさん並）、現役当時の因幡兄弟や他の警察犬は鬱陶しさのあまり警察に対して何度もストライキを起こしていた。因みに当初は彼が洋の相棒になる予定だったが、前述の理由により当然拒否され「緒方以外なら誰でもいい」と洋が主張した結果、代わりに選ばれたのが荻野だったという。彼の目線では秘密警察犬は常に狼の姿で見えており、聡明が人間に憑依しても一瞬で見抜く。
罵声をものともしないポジティブな性格だが、馬鹿扱いされている。性格同様フットワークも軽く、事件の早期解決に長けていると言われている。非常に動きが身軽で残像を出すことも可能。体力面では荻野に劣るが技術面では勝り、荻野のライバルに相応しい戦闘能力の持ち主。武器は警棒。SPとして極めて優秀でコミュニケーション能力も高いため、海外の王族から護衛に指名されたり、元外務大臣に防犯コンサルティングを頼まれたりしている。
ステラがやって来てからは、その護衛・世話に嬉々として従事している。語学が堪能で、数多くの国の言葉を扱えステラと流暢なフランス語でコミュニケーションをとることができる。
圭と同居人である浜田庵とはご近所の関係。自宅もかなり近いため、双方が散歩していると高確率で会う。その軽い人柄故か、庵に話（主に警察官であること等）をまったく信じてもらえずにいた。
左右に束ねている前髪（洋にそれぞれ、「右緒方」「左緒方」と名付けられている）を切られるとバランスが取れなくなる弱点がある。
ステラ
声 - 竹達彩奈 / 深田愛衣
本場おフランスから来た秘密警察犬の少女。7月18日生まれ、8歳、蟹座。134 cm、血液型はB型。
世話役の柚樹を最初は怖がっていたが、優しく接されたことですぐに懐く。以後は柚樹がお気に入りで、柚樹が攻撃されたらとてつもない迫力を見せる。反対に荻野（特に仕事でピリピリした状態）は怖いが、彼の娘である梓とは仲良くなる。日本語堪能だが、母国語はあくまでフランス語であり、風邪をひいて余裕がない場合などは柚樹以外に対してもフランス語で応答するようになる。
栗色のふわふわした髪の毛を持ち、天真爛漫な性格をしている。ある事件以後、伸縮性にハマリ、皮フェチになる。圭の飼い猫であるルナも対象になるようで、単行本のオマケで浜田宅に訪れた時は嬉々としてルナの皮を引っ張った。
3年後では一軒家に狼5人+緒方で生活している。
城島 薫（じょうじま かおる）
声 - 黒田崇矢
最終階級は警視正。聡明からは「ジョージ」と呼ばれていた。享年50。
聡明とは仲が悪いとされていたが、それは人対秘密警察犬の喧嘩を代表して行っていたためで、実際には信頼関係があった。
警察内部にあふれる嘘に苦しむ秘密警察犬たちを見て警察の腐敗を正すことを決意。冤罪事件を洗い直し裁判で証言するが、権力の前に破れ去り、警察に裏切られたショックと聡明の苦しみに気付かなかった自らの無知を悔いて満月の晩に自殺する。なお、遺書には「次があるなら今度こそ聡明と対等な相棒になろう」という内容が記されており、その想いは洋と荻野が果たしている。
彼の遺書は聡明に宛てたものだったが、警察は遺書を握り潰し聡明を無実の罪で投獄する。それにより聡明は、警察を敵とみなすようになった。
荻野は彼の孫であり、同じ匂いを持っている。
彼の娘（荻野の母）によれば、城島と聡明の関係は「邦治と緒方の関係に似ている」とのこと。それを聞いた荻野は自身の祖父に深い同情を禁じえなかった。また、荻野と違い体の頑丈さは人並み。
剣持 和臣（けんもち かずおみ）
声 - 岡本信彦
荻野の部下。階級は巡査。25歳。生真面目でお人よしな性格。荻野を尊敬しているが、凡人の自分では荻野と肩を並べるのは無理だと思っている。しかし、真面目でお人好しで事件解決にしつこく、ヴァレンティーノをどこまでも追いかける姿勢から洋に「ミニ荻」と呼ばれた時は嬉し涙を浮かべた。
少年然とした面立ちであり、ヴァレンティーノが出現した女装会に突入した際は女装男子にちやほやされていた。
部下の中では荻野と良く行動しているためか助手たちの話を聞かされているようで、街中で圭と会った時は彼の好きなものや興味があるものについて生真面目にアドバイスをした。
相馬 信輝（そうま のぶてる）
声 - 利根健太朗（クレジット上での役は「警官」）
荻野の部下。階級は巡査長。33歳。年齢の割に老けた顔をしている。人当たりが良く聞き上手な性格。
自己主張があまりなく目立たないキャラクターであるが、老け顔に似合わず（本人も承知）甘い物が好きというギャップがあり、また剣持によればラーメンに詳しいらしい。
刑事になりたての剣持に飲みに誘うも最初は断られる。しかし、18か月間誘い続けた結果やっと心の壁を乗り越えて誘うことに成功している。
岩崎 大地（いわさき だいち）
交番勤務の制服警官。階級は巡査。25歳。非常にチャラチャラしたミーハー。しかし人懐こい性格で人脈が広く、情報網も大きいのでヴァレンティーノの目撃情報がやたら彼の携帯メールに届く。そのため、よく荻野に呼び出されて交番を離れ、荻野と行動を共にしている実質的な荻野の部下。荻野直属の部下である剣持、相馬とは仲が良くトリオの状態。
作者いわく、1人は制服の警察官がいないと警察官という目印にならないために置いたキャラ。
エリナ
零室の研究員だった女性で因幡兄弟の遺伝子上の母親。故人。所属は生物研究室だが「天才発明家」と謳われる程に機械工学にも精通しており、若いころの自分を模したアンドロイドを作製し地下金庫を守らせている。生前には聡明を研究材料として追いかけまわしていた（彼曰く「変わり者」）。聡明が自分を連れて行かなかった事を恨んでおり、異性としての好意も抱いていた様である。洋が彼女の遺髪から読み取った記憶から彼ら兄弟の名前を付けたのは彼女と思われる。
エリナのアンドロイド
若い頃のエリナそっくりのアンドロイド。家の地下にある金庫を守っている。搭載火力・耐久力共に兵器レベルの正真正銘鉄人であり、様々な火器を用いて不審者を撃退する。ただし、屋敷にいる猿型ロボットに接触している人物やただの動物（ただし仮装をしていると不審者と判断される）は狙わない。
美都（みと）
零室の化学研究室の元研究員。不老不死を研究していた女性で、自らの体も研究の材料に用いてゾンビと化している。語尾に「だね」「んだね」と付けるのが口癖。
身も心も腐った腐女子で、同性愛国家日本を作ろうと目論んでいた。そのため、男性には危害を加えない。ゾンビ研究も「人が増えなくても減らなければ問題はない」という理由によるもの。ゾンビにした者は所持しているコントローラーで自在に操ることができる。
2年前に他の研究班から譲り受け所持していた聡明のクローンを入手しようと私邸に入りこんだ洋、圭と遥、弥太郎を監禁しようとするが、脱出されそうになり交戦。不用意に姿を見せた所を、参戦したガブリエラによって誤って前述のコントローラーを撃ち抜かれてしまい暴走、ガブリエラに襲い掛かるもあっさり頭を撃ち抜かれ、聡明のクローンと他のゾンビ共々埋葬された。
社 冬吾（やしろ とうご）
零室の生物管理室に所属する暗殺者。

### ヴァレンティーノファミリー
ヴァレンティーノ
声 - 千葉繁 / 大川透
イタリア系マフィアの首領（ドン）。しかし、その正体は人語を話すヤギ。1月10日生まれ、ヤギ座。身長66 cm。血液型と年齢は不明。
マフィアのボスとしての冷酷で狡猾な面も持っているが、大抵は間抜けな面が目立っており、しばしばガブリエラに脳天を撃ち抜かれている（しかし次の瞬間には何事もなかったかのように復活するあたり、生命力と回復力は驚異的）。ノアとガブリエラからの扱いはぞんざいとしか言いようがないほど悪いが、根っこのところではしっかり忠誠心があり、プライドやポリシーに反しても首領の下した裁定を反故にするようなことはしないなど結束自体は極めて強い。ヤギなので人権はなく、逮捕されると裁判なしで刑務所送りになる。
普段はかわいらしい容姿をしているが、シリアスシーンなど、本物に近いリアルな姿になることがある。なお、ロレンツォ作の出生などを描いた映画では、どうやら王族らしいことが描かれている（家臣は人間）。
前足の先は当然蹄だが、物を掴んだり銃を使ったりするのに支障は無い模様。語尾に「〜であろー」と付けるのが口癖。「悪党は体が資本」がモットー。
『狼と七匹の子山羊』を読んだため（ただし最後まで読んでいない）に狼に対して強い憎しみを持っており、洋を何かと付け狙う。現在協力関係を築いている「野羅」の遥が洋の弟であることはしっかり理解しているが、それにも関わらず彼をウサギだと信じ、仇敵である狼であることに気づく様子はない。七匹の子山羊が死なないと知って狼への憎しみをなくし聡明を失った野良のメンバーの面倒を見ている。
当初は名前を呼ばれていたが、洋たちからはもっぱら「ヤギ」としか呼ばれなくなっており、探偵・警察側で律儀に「ヴァレンティーノ」と呼んでいるのは荻野のみ。
かなりの親日家で日本通。草食動物のためか、紙幣が大好物で、特に日本円はその眼鏡にかなっている（曰く「アッサリなのに味はしっかり」）。リラは好きだったがユーロは好みではないなど、味の好みにはうるさい。なお、紙しか食べられない訳ではなく人間の食事も普通に摂取している。
荻野からは「金だけを求めるもっとも純粋な悪」洋からは「紙ではなく金を食う、汚いヤギ」と評される一方で、基本的に無差別殺人など利益のない犯罪には手を出さない。ただし、狼に対する嫌がらせや暗殺、気に入らないアーティストのファンを無差別に襲うなど利益にならない犯罪を全くしないわけではない。
雪山で遭難した際、仇敵であるにもかかわらず自分を助けた因幡洋に恩を返すなど、人情深い一面も多々見受けられる。そのため、蔵見からは侍と称された（しかし、九条組の代紋のレプリカを作成した事件では蔵見の怒りを買った）。
3年後では洋たちに逮捕されたが、アルカモネ刑務所を掌握し新しいアジトにして世界中の金を集めようとする。
ロレンツォ
声 - 江原正士 / 小杉十郎太
首領であるヴァレンティーノの右腕。ファミリーの諜報部部長。顔を麻袋で覆っているイタリア人。茶髪の髭面男性。身長184 cm。12月2日生まれ、射手座。42歳。
親日家であり、普段から着物を着て、袴を穿いている。銃も火縄銃を使うが発砲するまで手間取るため、隙が大きい。武器は日本刀で、同じく刀を使う夏輝の稽古の相手をしていた。
ヴァレンティーノに対して、恋する乙女のような好意を抱いている。本人曰く乙女系男子。
物腰はとても丁寧で紳士的だが、とても嫉妬深い性格。得意技は、投げたかと思いきやお姫様抱っこに切り替え優しさで包み込む「紳士的一本背負い」。袋をかぶっている状態が素顔であるかの様に振舞う事が多々ある。部下の諜報部員も彼に習い、丸みを帯びたデザインの袋をかぶっており、袋をかぶった生活を続けるうちに恥ずかしがり屋になっている。
一度聡明が入り込んだ際に袋が邪魔だとして半分だけ素顔を晒されてしまう。袋をかぶっている理由は、出会った当時幼かったガブリエラが、見下されることを嫌っていたため、顔を隠せば問題はないだろうという理由からである。ガブリエラの師匠だが、あっさり抜かされ、非常に複雑な感情を持っている。逮捕された際に荻野から野羅は狼の集団である事を聞かされ自分で真相を確かめる事を決意し脱獄した。その後ノアから弥太郎が狼であることを聞かされるが、ノアの頼みでヴァレンティーノたちには報告せず、それ以降は野羅のことを追及していない。
変装が得意（通称「千の袋を持つ男」）だが、顔の布袋はそのまま。にも関わらず、常識人の圭の他は遥や聡明など体に触れずに情報を読み取れる秘密警察犬以外が見破ることはほとんど無い。
第100話のスペシャル回で素顔が明らかになる。
ガブリエラ
声 - 甲斐田裕子 / 日笠陽子
ヴァレンティーノファミリーの幹部である女性暗殺者。ファミリーの暗殺部部長。11月8日生まれ、蠍座。身長175cm。血液型はA型、25歳。武器は銃。
常に眼鏡をかけているが、裸眼では眼の形が数字の3になってしまうド近眼。洋からは「メッシュ」、ノアからは「姐さん」と呼ばれている。
身長146 cmから162 cmの人間は全て下僕とみなし、それ以外は瞬殺がモットー。だがそれは、超エリート家系の末端に生まれるが落ちこぼれで、幼い頃から自分より大きな親兄弟に見下されて育ったためでもある。全体的に背の低い日本人は好きらしい。ロレンツォに拾われ、ヴァレンティーノファミリーの一員となる。また、ロレンツォが常に袋をかぶっている理由は、彼女の嫌悪する見下される目を隠すためでもある。
暗殺部員は全員彼女の下僕で、上記の理由から身長制限があり、身長146 cmから162 cmの人間しかなれない。
圭に出会ってからは彼を下僕にしようと虎視眈々と狙っている。もはや恋愛感情に近いものがあるのか、圭が何やらいい雰囲気になっていると相手に殺意をむき出しにする。
かなり気が短いため、周りにいる人物はそのとばっちりを受ける事が多い。主にヴァレンティーノがその被害に遭い、頭を撃ち抜かれている。しかしながらファミリーの絆は強い。長身で勇ましく本人曰く「日本に来てからよくニューハーフに間違われる」。女装会に潜入した際は、誰も女だと気づかなかった上に誰よりもイケメンでちょっと浮いているという有様だった。男装すると更にイケメンとなり男前な仕草で、常識人の圭や重度ブラコンの遥さえ虜にされた。
ノア
声 - 松岡由貴 / 巽悠衣子
ヴァレンティーノファミリーの幹部である闇医者の少女。ファミリーの医療部部長。9月25日生まれ、天秤座、14歳。身長は148 cm。血液型はB型。額に生まれつき十文字状のアザがある。話しやすいという理由で関西弁を用いる。
発明が得意な天才で、巨大ロボットや洗脳装置、人工ウイルスや合成動物といった様々なものを開発している。彼女がいなければヴァレンティーノファミリーは脅威半減で、ただのヤギ愛好団体（荻野談）らしい。製作物がことごとくヤギがベースだったり気持ち悪かったりと、イマイチセンスがよろしくない。なお、医療部は彼女一人だけで、制作物を部下として使っている。ヴァレンティーノのことは慕ってはいるが忠誠心は殆どなく命令に従わないこともある。
幹部ではあるがプライベートの医者としての仕事にも誇りを持っており、自分の患者は完璧に治療する。反面、「氷河期でも生き残れそうな生命力を持つ人間がコロッと逝く」ことに喜びを感じるという危険な嗜癖（本人はこれを「ギャップ萌え」と称しているが）の持ち主でもある。立派な体躯の荻を一目で気に入り、解剖したいと思い立ったのが優太との意気投合の理由である。このときの事件をきっかけに優太とはメル友となり、たびたび顔を合わせるシーンでは会話がはずんでいる。敵対していてもノアにとっては一番の友人である（お互いのボスのことで口論したりはする）。
野羅がヴァレンティーノと接触したのはノアの存在が大きく、現在冷凍保存されている聡明の体を取り戻した際、彼女の力を得るためである。弥太郎を助手にしており、ひょんなことから聡明の存在を知り、なりゆきで弥太郎とデートすることになる。だが友達としてノアの幸せを願う優太の介入によって、弥太郎が狼であることを知る。聡明のことは黒い狼姿を見ていないため、遥の説明から弥太郎の二重人格であると判断している。また、野羅の他のメンバーも狼であることは知らない。なお、ギャップ萌え気質ゆえに弥太郎のことが気になっている模様。

### 野羅
因幡 遥（いなば はるか）
声 - 皆川純子 / 斎賀みつき
洋の弟。2月10日生まれ、17歳、水瓶座。身長166 cm。血液型はB型。
2本の長いアホ毛が伸びた白髪と赤い眼が特徴で（アルビノによるもの）、その外見で狼嫌いのヴァレンティーノには兎と偽っている。少しの運動で熱を出し、夏バテで死にかけるなど虚弱体質のもやしっ子。
兄弟仲は良くお互いにブラコンで、洋と共に秘密警察犬として働いていたが突然失踪し、行方不明となっていた。
その後すっかり悪に染まっていて、ヴァレンティーノと手を組み、悪事を企てる犯罪者となっていた。しかし、困ったことがあると洋に頼り、勝負に負けた罰として添い寝を要求するなどブラコンな所は変わっていない。
聴覚による鑑識能力を持つ声フェチで、相手の深層心理を心の声として聞くことができる。しかし情報の受け取りを拒否できないために入ってくる情報量が非常に多く、小まめに睡眠をとらないとショートしてしまう。他の秘密警察犬が彼のデータを取ろうとするとその情報量の多さからパンクしてしまう。変身すると髪が伸びてアホ毛がなくなり、狼の耳と尻尾が出現する。変身時には自分の心の声を送信することで、他人を手足のように扱うことができる。貧弱であるため、優太に秘孔をつかれて変身したときは変身しただけで倒れてしまった。
虚弱体質なので、肉体労働はほとんどしない。逃走するときでさえ、夏輝におんぶしてもらうほどである。ただし、弥太郎の妄想に対してのみガラにもなく暴力的な制裁をしてしまう。極度の偏食家であり、ラーメンは麺のみ、ハンバーガー店ではシェイクのみ、カニ鍋はしらたきしか食べなかった。
4歳の時に既に能力に目覚めており、周囲の声を聞きすぎて泣いていた時に秋吉の体を使っていた聡明と出会い、対処方法を教えてもらった。
一度罵声をノイズのない声として喜んだため、圭からドMと称されたことがあるが実際はSで、兄の洋に対しては一緒に寝たがる反面「裏声を出すまで追い詰めろ」と部下に命じるなどの行いで悪魔とも呼ばれる。
夏輝のことを弥太郎と合わせて手足と称しているが、好意を抱いている様子を覗かせている。
3年後では警察犬に復帰した。
因幡 聡明（いなば そうめい）
声 - 子安武人
野羅のボス。羊のぬいぐるみに入り遥のペット（？）となっているが、中身は化け物のような黒狼の姿をした秘密警察犬。3月29日生まれ、38歳（30年前の時点）、牡羊座。身長188 cm。血液型はAB型。
因幡兄弟の遺伝子上の父親とされる（曰く、抜け殻状態の肉体から遺伝子採取したらしい）。羊の時は口を利けないものの、人の体（主に弥太郎）に乗り移ることで話をすることができる。
ボスであるものの性格は絵に描いたようなセクハラオヤジなので、遥や夏輝からの扱いは割とぞんざい。武器は二丁拳銃を使用する。秘密警察犬としてはスタンダードな嗅覚による鑑識能力を持つ匂いフェチ。遥でさえもデータを取ろうとするとパンクしてしまうほどの情報量を持つ。にんにくの匂いを苦手としている。警察犬の頃は「黒い牙」と呼ばれていた（遥や夏輝、洋には、「虫歯」と呼ばれる）。
30年ほど前までは沢山いた秘密警察犬の中でも群を抜いた捜査能力と求心力を持ち、公安に危険視される程のカリスマリーダーだったが、秘密警察犬たちが聡明に傾倒して、腐敗した警察に協力を拒むようになってからは邪魔に思われたうえ、聡明と仲の悪かった警視正・城島薫が満月の夜に自殺をしたことを利用され、無実の罪で投獄された。その後、仲間の秘密警察犬たちと共に幽体のみで脱獄を果たし、そうしてできあがったのが「野羅」である。警視庁のどこかに保管されているはずの自分の身体を取り戻すことが大きな目的のひとつ（また、自殺した城島の遺書を握り潰されたことへの怒りも、警察に対して敵意を抱く原因となっている）。
満月の夜は黒い狼に変身、更に幽体離脱し他人にとり憑くという能力を得る。ただし実体に戻るのも満月の夜でないと幽体は定着せず、そのままでいると霊力を消耗してしまうので器が必要で、現在は弥太郎の体を借りている。他の人間にも乗り移ることは可能だが、混乱防止のために普段は弥太郎の体のみを使用している。また、強い相手に憑依すると凄まじい勢いで消耗してしまう上に精神力が強いと追い出されてしまう。なお、鑑識能力と変身以外でこうした特殊能力を持つ狼は特別らしく彼とその息子の洋と遥しかいないらしい。
弥太郎が幼い時は秋吉の体を使用しており、その頃に幼い因幡兄弟と出会い、遥に能力の対処方法を教え、因幡兄弟の現状を心配していた。他にも現役時代に部下の面倒を見たり、弥太郎の世話と訓練を見るなど、基本的に世話焼きである様子。秋吉には「頼られすぎて頼れない、見栄っ張りで困ったボス」と言われている。
洋・ノア・エリナ（アンドロイド）と共にアルカモネ内部に潜入して地下室に保管されている自分の体を見つけ出し、本来の身体を取り戻した。
3年後では行方不明となるが秋吉からヴァレンティーノの動画を送ってもらっている。
三澤 夏輝（みさわ なつき）
声 - 沖佳苗 / 瀬戸麻沙美
野羅の一員である女性の秘密警察犬。8月6日生まれ、16歳、獅子座。身長155 cm。血液型はO型。
自称「遥の仲間」だが遥からはおまけ扱いされている。忘れられがちだが、怪力で足も速く撤退時は遥を背負って逃げている。戦闘の際は日本刀を使用。
一人称は「自分」で、語尾に「〜っス」と付けるのが口癖。八重歯が特徴的。台詞から察するにビデオ録画ができないらしいことから、機械音痴の可能性がある。野羅の中では家事担当。ゴキブリ駆除も彼女の担当らしい。聡明のセクハラのターゲットになることが多く、さらに、幼馴染の弥太郎をぞんざいに扱う聡明によく怒っている。手に触ることで相手の情報を得ることができる手フェチ。それゆえに、弥太郎が手をつないでくれなくなったことに、心を痛めている。変身時は耳と尻尾が狼化する以外はほとんど変化しない。普段は長い髪を後ろで一つに結んでいるが、変身時とプライベートで外出する時は髪を縛らない。
作者曰く、作品中最も頭が弱い子。ちなみに生まれてこの方一度も風邪を引いたことがない。
聡明から裁縫を教わっていた事があり、彼が入る羊のぬいぐるみは夏輝の手作り。テンションの上がる満月の夜には、甘いものを食べることを楽しみにしている。
3年後では一軒家に狼5人+緒方で生活している。
篠塚 弥太郎（しのづか やたろう）
声 - 櫻井孝宏 / 杉田智和、下田麻美(子供時代)
野羅の一員である男性の秘密警察犬。10月26日生まれ、19歳、蠍座。身長178 cm。血液型はA型。
太いフレームの眼鏡をかけている。聡明に肉体を貸し与える「器」で、混乱を避けるために人前で喋ることを許されていない。故に普段はかなり無口だが、聡明と2人だけの時は喋る（また、時には遥に対して心の声を読み取ってもらうことで意思の疎通を図ることもある）。無口で存在感がなく気が散らないということでノアの助手を務めている。ヴァレンティーノたちには、聡明がとり憑いた状態は二重人格だと説明している。
親が裏切り者となり当時の聡明の器だった秋吉に重傷を負わせたようで、その子供である弥太郎は「責任を取らせる」という形で、周囲の反対を押し切り、聡明が次の器に選んだことで命を救われた。そのため、聡明に忠実に従っており、夏輝が聡明にぞんざいな態度をとると代わりに謝っている。また、聡明が絡むと普段とは全く違った様子を見せる。自分の先輩にあたる秋吉のことも慕っている。幼い頃は聡明から訓練を受けており、武器は彼と同じ二丁拳銃を使用する。嗅覚系の鑑識能力を持つ臭いフェチだが、聡明には及ばない。変身時は耳と尻尾が狼化する以外はほとんど変化しない。
ロリ属性のムッツリ。野羅のメンバーでは愛されキャラだが、夏輝やノア相手にフェチ全開の妄想をしているときがあり、それが聞こえる遥の怒りを買い、制裁を受ける場合がある。果ては「終わってるこの男･･･」と心底呆れられたりもした。猫舌である。
3年後では警察犬になり社を追っている。
佐久間 秋吉（さくま あきよし）
声 - 浅沼晋太郎
聡明が弥太郎の前に器として使っていた秘密警察犬。36歳。匂いフェチで嗅覚系の鑑識能力を持つ。
弥太郎にとっては先輩にあたり聡明同様に育ての親として慕われている。弥太郎の親の裏切りによって重傷を負ったため、右目が無く片足が少し不自由。姿だけなら第6巻で既に登場している。
器の時のクセがついてしまったために口数が少なく穏やかで物静かだが、弥太郎たちとの再会の時は親戚のオバちゃんのような反応を見せた。ちなみに外見はまったく変わっていない。
現在は孤島の刑務所「アルカモネ」に身を置いており、単行本8巻で本人の人格が登場。当初は寡黙に振る舞っていたが、逮捕され同じ牢に入れられたヴァレンティーノが聡明の匂いを持っていたことから関心を持ち親交を深める。その後、ロレンツォたちの救助の際に狼であることがバレ、野羅メンバーも救助に来たが、聡明の体がアルカモネに保存されている可能性を捨て切れずそのままアルカモネに残ったため、ヴァレンティーノとはケンカ別れのようになってしまった。
聡明が憑依している間に怪我をしても怒らないが、体重が増えると怒りを露わにするなど怒りの沸点が独特である。
変身時は顔が狼となり腕に毛が生えるといった、狼の特色の強めの狼男に変貌する。
3年後では他の野羅の残党と共にヴァレンティーノファミリーの一員となっているが聡明に現状を動画でおしえている。

### その他（サブキャラクター）
荻野 若葉（おぎの わかば）
声 - 浅野真澄 / 志村由美
荻野の妻。危機感が全く無い穏やかな性格を持つ美人。6月28日生まれ、蟹座。身長162 cm。血液型はO型。26歳。
荻野家の人間らしく体は頑丈で、頭に鍵が刺さっても平然としている。天然ゆえに無自覚でヴァレンティーノを自身のペースに乗せたり、それによるロレンツォの激しい嫉妬の炎を引き起こすなどして、ファミリーの内部崩壊の芽を出しかけた。
夫である荻野邦治の暴走を止めることができる唯一の人物。
邦治との馴れ初めはアルバイトをしていたパン屋でレジの売り上げ金が盗まれた際に、捜査に駆け付けた警察官が邦治で、それ以来常連として店に邦治が通うようになったことから。
荻野 梓（おぎの あずさ）
声 - MAKO / 日高里菜
荻野の娘。4月21日生まれ、おうし座。身長95 cm。血液型はB型。20ヶ月とあるので、1歳8ヶ月と思われる。
まだ幼いため、「あー」「うー」など、あまりはっきり言葉を発音することができないが、思考はとても発達している。洋がお気に入り。
サメの歯のような乳歯が生えている。
荻野家のDNAをきっちり受け継いでおり、見た目からは想像もつかない人並外れた力を持ち、既に回るだけでトルネードを発生させる事ができる。積み木が好きだが、積み木というレベルではなく、どう見ても立派なログハウスを作る、円を書けばあり得ないほどきれいに書くなど、常軌を逸した才能を見せるが父親が親バカ、母親が天然なので気付かれていない。ステラとは姉妹の様に仲良しになった。行く先々でマフィア組と遭遇するとちゃっかり捕縛し、強盗時には盗まれた品を取り戻すなど、荻パパよりも優秀と言われている。
蔵見 虎泰（くらみ とらやす）
声 - 浜田賢二 / 竹内良太
九条組若頭いわゆるヤクザ。34歳。ある事件で洋にヴァレンティーノ情報の提供を依頼する。その後も洋を白魔祭に誘ってみたり、差し入れを持ってきて来た際、事務所にやって来た野羅を追い払うなど交流がある。洋からは「（逆から読んでも）ミラクルクラミ」とも呼ばれる。ヴァレンティーノに対してはその男気を評価していたが、組の紋を悪用された際は激怒した。
組長の方針で一般人、堅気の人間には優しく、職業を聞かれても「ホストだよ」と笑ってごまかすようにしている。人当たりはいいが容赦のない性格で、鑑識能力で本性を知っている洋からは「猫かぶり」と評されている。
背中に虎の刺青があるが、人にはめったに見せない主義。
浜田 庵（はまだ いおり）
声 - 高橋広樹 / 日野聡
圭の同居人のバーテンダー。「ラグドール」というバーの雇われ店長。25歳。緒方とは御近所の関係で「イオリン」と呼ばれている。ただし緒方の人柄のためか、警察官だとは信じてなかったらしい。
店にやってきたヴァレンティーノのダメ出しによって、二流から一流への一歩を踏み出した。酒を作るより料理を作る方が上手いと本人は言っている。また、将来の夢は店の独立。
圭の兄・楓とは先輩後輩の関係にあり、父子家庭で学生時代は一人で食事をとっていたが、事情を知った楓に誘われ野崎家で食事を共にするようになる。映画の趣味がマイナーらしく、圭曰く動物モノに弱いとの事。暗号解読が得意。
あまり気分が表情に出ない性質で趣味の料理で感情表現を行い、本人いわく「テンションガーンと上がった」という状態でも淡々としているように見える。周囲に（圭以外）誰もいない状況で金塊を目の当たりにしても、発想は「写メ撮っちゃおう」と善良。
野崎兄弟
圭の身内。10歳上の二卵性双児の兄で弁護士の「泉（いずみ）」と引っ越し業者の「楓（かえで）」、3歳上の姉で専門学生の「椛（もみじ）」、3歳下の妹「燐（りん）」の4人で、双子の兄2人は外見は似ていないが短気な部分が似ており、姉も勝気で短気でよく楓とケンカしており、妹の燐だけが癒し系とされている。ちなみに、兄弟揃ってツッコミがきつい。ちなみに、泉は圭以上にアレルギーが酷く、毛以外でも猫アレルギーを発症する上にストレスによって種類が増えやすいという難儀な体質。ヤギ・犬アレルギーもあるので、洋とヴァレンティーノは蚊帳の外に放り出された。
暴走しがちの双子を力づくで椛が静止し、燐が謝罪し、圭が突っ込むという分業システムが完成している。
大矢 総司（おおや そうじ）
全国雪合戦トーナメント白魔祭覇者、漁船「危脳丸」船長など、ときどき登場する白髪の長髪に長い髭の謎のおじさん。58歳。船長として初めて実物が登場した時は優太も圭も「･･･はじめまして?」という挨拶になっていた。
並外れた身体能力を誇るトロフィーマニアで、その能力を活かして様々な裏組織主催の大会に参加しては優勝を勝ち取っている。また、気配を消す能力も達人級で、オープンカフェで堂々とエスプレッソを飲みながらかくれんぼ大会で優勝するという離れ業もやってのけた。
普段は妻と一緒に静岡に住んでおり、たまに息子の太郎の家に顔を出してくるようである。実は体質に難があり、高濃度の食塩水を定期的に摂取しないと危険な状態となる。
たとえ相手が家族であろうと決して言葉を発さず、ジェスチャーや眼光のみでコミュニケーションをとる。また、正月に集まった大矢家の一族は揃いも揃って無口で眼光鋭い長身・筋肉質である事から、彼だけの特徴ではなく血筋である事がうかがえる。
大矢 太郎（おおや たろう）
大矢総司の息子。父親と同じく白髪。トロフィーマニアの父親にあこがれ、数々の大会で優勝した経験を持つ。24歳。探偵チームと野羅チームの卓球勝負の際、ロレンツォからその名前が出てきたこともある。
過去の自分の行動を黒歴史と恥じていて、現在は平穏な暮らしを望み、鍛えた体を活かして消防士として働いている。鉄謙とも交友関係があり、運の悪い彼を心配している。
その鍛えられた肉体により荻野ほどではないが鉄人。身長も高いため、洋からは「白オギ」と呼ばれている。また、他にも数多くの大会に出ていたために色々な通り名があり、圭や優太は思い思いの呼び名で呼んでいる。
蔵見とも知り合いで、中学生の時に裏組織の大会に優勝した勢いでケンカを売り、返り討ちに遭ったうえに裏世界の恐怖を植え付けられた過去を持つ。
鬼塚 鉄謙（おにづか てっけん）
鍛冶職人見習いの少年。洋と同じ赤毛だが、オレンジがかっており、洋からは「赤毛らしい赤毛」と評される。18歳。口調は大分出身であることと親方の口調を真似たものが合わさったもの。
家庭環境が悪く15歳の頃に親方の元へ引き取られ、そのまま住み込みで鍛冶職人の修業をしている。弟子入り当初は警戒心が人一倍強かったが子供には素直で、親方の孫である美和とはすぐに仲良くなった。自分を引き取ってくれた親方のことを深く尊敬しており、口調も服装も親方を真似ている。家庭環境に負けず、少々尖ってはいるが真っ直ぐな性格。
ヴァレンティーノに自身が持つヤギを象った茶室刀を狙われて襲われ、荻野を通じて洋たちと知り合い、事件解決後に洋へお礼の品として包丁を贈った。
家庭環境からヤクザを嫌っており、彼が弟子入りして以来師匠の宗真がヤクザ相手の仕事を断るため（隠蔽、仲介などもすぐに察知する）、大多数のヤクザから恨みを買ってしまい、ヴァレンティーノファミリーによって裏世界の大会の商品にされたり、おみくじは毎年「大凶」（セリフから察するにこれか「凶」以外出たことがないと見られる）と、とにかく不運に見舞われる可哀想な人でもある。ただし、本人は自分が不運な人間だとは一切思っていない。
単行本3巻巻末のおまけページで、作者がヴァレンティーノを考えるまでに作った没キャラの一つとして掲載しており、そこから後に本編の正式な登場キャラクターとなった。
大場 宗真（おおば かずま）
鉄謙の師匠。凄腕の鍛冶職人で、裏社会（特にヤクザ）では彼の作る業物に人気があり、九条組組長を始めとしてファンが多い。しかしヤクザ嫌いの鉄謙が弟子入りしてからは、ヤクザがらみの仕事は一切断っている。
職人らしく頑固で口下手な面もあるが、鉄謙のことはよくかわいがっており、幼い美和を案じて鉄謙の弟子入りを渋る両親を一蹴して引き取るなど、人情味あふれた人柄である。
大場 美和（おおば みわ）
宗真の孫娘。年齢は不明だが鉄謙よりは幼い。
鉄謙とは引き取られた当初から仲が良く、鉄謙も彼女には素直に接している。二本足で直立し、日本語を難なく話すヤギ（ヴァレンティーノ）と遭遇しても全く動じず話しかけるなど、意外と神経が太い様である。
また、刃物を見る目に関しては祖父譲りの物を持っており、鉄謙の作った彫刻刀を見るときに完全に職人の目になっていた。
鉄謙と同じく、没キャラから正式に本編登場キャラクターとなった一人である。
羽鳥 鶉（はとり うずら）
爬虫類好きの資産家。マイペースな性格で危機的状況でも動じない。探偵を集めて鳥好きの祖父の残した遺産のありかを示す暗号の解読を依頼する。

### ゲストキャラクター
13巻に収録された『パパムパ×毛探偵 コラボコミック』で登場したキャラクター。詳細はパパムパも参照。
五十嵐 直子（いがらし なおこ）
弥生との待ち合わせ場所に向かう途中、ヴァレンティーノの人質にされていたが、あっさりと蹴飛ばしていた。
パパムパ
動物保安隊隊長を名乗る奇妙な生物。ヴァレンティーノに直子から離れるように警告したが、早々にヴァレンティーノにUMAとして捕獲されてしまった。その後、ネットオークションで発見された。
助けを乞う際にちゃっかり自分のドラマCDの宣伝をしていた。
桜 弥生（さくら やよい）
直子の友人で、待ち合わせの相手。パパムパが誘拐されそうになっている時に突然「バールのようなもの」で次元の壁を抉じ開けてやってきた。
グラジオラス
弥生の飼い犬だが、その外見は犬の耳と尻尾がついたイケメン（直子曰く「変態」）。圭には洋の同僚と間違われた。

## 用語解説
秘密警察犬（シークレットドーベルマン）
嗅覚・聴覚・触覚・味覚などで相手の個人データ取得できる人狼。中世ヨーロッパのフランスで数多く逮捕された犯罪者の遺伝子が宿っているという。キューティクルは犬猫と同じで、人間ともイヌ科とも違う独自のDNAを持つ。現在は人工授精による秘密警察犬の誕生が可能のようで、因幡兄弟は因幡聡明の遺伝子によって生まれている。
日本警察にも明治時代から存在していたが、30年前の城島警視正の自殺を機に聡明を筆頭として離反、後に人工授精によって生まれた因幡兄弟が所属していたが弟の遥が行方不明となり、兄の洋も遥の行方を追うために辞職（荻野曰く「海外からの批判はひどいものだった」とのこと）し、現在所有（所属）しているのはフランスから譲り受けたステラただ1人。
データ取得によって得る脳への快感は依存性が異常に高く、最初にデータ習得した媒介を次々求めてしまう。彼らの先祖は血肉を通してデータを得ていたが、血肉でデータ取得してしまうと犯罪を犯してでも血肉を求める殺人鬼以上の存在となってしまうため、現在は実害のない媒介でデータをとる警察犬が重要視されており、血肉でデータを得てしまった狼は性別年齢関係なく処分されてしまう。
現在まで血肉以外では毛髪、声、匂い、手、肌でデータを取得できることが判明している。開花時期には個人差があり、洋と弥太郎は12歳で、遥はわずか4歳にして能力を開花させている。取得できるデータは対象のパーソナルデータだけにとどまらず、記憶も読むことができる（映像も認識できる模様）。なお、嘘をついている相手のデータを取得すると不快感が生じ、強制的にデータが入ってくる嗅覚系と聴覚系は体調を崩すこともある。
満月の夜には活発化してより狼に近い姿へと変身するが、形態には個体差があり眼の色のみなどほとんど変わらない者から完全に狼になる者まで様々で、作中では特に狼の耳と尻尾が出現するといった変化をする個体が多い。また、酷く体調を崩すとちょっとの拍子で（個体によっては一部のみ）狼化して治るまで戻れなくなる。更に、特別な個体である聡明（及びその子供である洋と遥）は変身時に特殊な能力を使用することができる。
なお、秘密警察犬は所属する国の警察の所有物という扱いで、人権もないが、代わりに動物愛護法で守られている。
覇武仙流（ハムセンリュウ）
優太がハム仙人より会得した武術の流派。究極の殺人拳と言われる活人拳であり、体の秘孔を突くことで気の流れを操り、秘密警察犬を狼に変身させたり、気を増幅させて気孔を撃つことが可能となる。動物にも有効なようで、山羊キメラをゼラチン化させたり、（秘孔を間違えた結果ではあるが）巨大ツチノコをマッチョへと活性化させている。
ヴァレンティーノファミリー
イタリア系マフィアの一団。元々はイタリアを拠点に活動していたがイタリア通貨がユーロに変わってからは動きがなく、壊滅したと思われていたが近年日本に拠点を移したことが判明した。ICPOもマークする世界的な犯罪組織で、金の為に銀行強盗、暗殺、武器密輸、兵器製造、紙幣偽造などの様々な犯罪に手を染め、大量の容疑がかかっている。首領の下に諜報部長、暗殺部長、医療部長の三人の幹部がいる構成。ロレンツォの発言から広報部も存在しているが欠員が出ている模様。訓練施設や研究施設を多数持ち規模はかなり大きいが、首領と三幹部以外はほとんど登場していない。
首領が親日家のため、アジトはヤギの角のような装飾が特徴的な日本家屋。
野羅（ノラ）
因幡聡明によって作られた秘密警察犬によるテロリスト集団。仲間の多くは聡明を慕って30年前に起こった城島薫自殺時に冤罪をかけられた彼を救出し共に離反した者たちだが、遥などそれ以降に加入したメンバーも存在する。最終的な目標は警察を失脚させ秘密警察犬を中心とした新警察を作り、冤罪や疑惑のない理想国家を作り上げること。技術者もいるが、その能力はノアには及ばない模様。
ヴァレンティーノファミリーとは異なりアジトそのものを持たない現代型テロリストで、全員それぞれどこかで人間らしい生活を装っている。連絡は主にインターネットで行っている。人間より優れた情報収集能力を持つ為、資金には困らない。所属するメンバーは人狼が追い求める潔白さを表現した白い制服を着用。この制服は警察に所属していた頃から使用している。
現在の活動は水面下で活動資金・仲間・支持者を得て組織の強化と共に行方不明になっている聡明の肉体を探すことが急務となっている。また、次世代を担う子どもたちの教育と能力開発も行っている。
作中では聡明・遥・夏輝・弥太郎以外のメンバーは、ほとんど登場しておらず信頼する者にしか正体を明かさないとしているため、その規模は依然として不明。先述の通りメンバーの大半が聡明を慕っている為統率はとれているが過去には内乱も起こっているようで、弥太郎の父親が組織を裏切って当時の聡明の器だった秋吉に右目と片足が不自由になるほどの重傷を負わせている。
ヴァレンティーノファミリーと同盟を組んでいるが、あくまでも利用しているだけで用がすんだら捨てるつもりでいる。しかし、聡明が行方不明になった際にヴァレンティーノを新しいリーダーとしヴァレンティーノファミリーに吸収された。
科警研第零部研究室（カケイケンダイゼロブケンキュウシツ）
通称「零室（ゼロシツ）」。「機械研究室」・「化学研究室」・「生物研究室」等、色々あるがまとめて零室と呼ばれている。「国家公安委員会裏の顔」「司法取引で強制労働させられている天才犯罪者集団」等、噂ばかりで実態は不明。
機械研究室
日本警察の最先端機械技術を有する部署。ヴァレンティーノファミリーの巨大ロボ「首領エレクトロニプス」の襲撃の際、この部署が製作した「ETO1号」を警視庁に提供した。「ETO1号」のパイロットの安全は荻野が太鼓判を押すほどだが、操縦席が小さいという設計ミスが発覚している。
化学研究室
世間一般には公表できない薬物の研究を行っている部署。死体をゾンビとして操る技術など怪しい研究を行っている。
生物研究室
秘密警察犬をはじめとする、公表できない生物を研究対象として扱っている部署。優秀な秘密警察犬であった聡明の肉体を、冷凍保存して保管したとされる。洋と遥はここの技術による人工授精で生み出された。
孤島アルカモネ
逮捕されたヴァレンティーノを収容していた全体が刑務所となっている孤島。囚人は人語を話す動物といった人ならざる生物でそれを監視している看守は電気ポッドの頭部を持ったロボットで人間は1人もいない。どの国の領土ともされずその存在は抹消されている。
地下室にある冷蔵庫の形状をした機械の中に、聡明の肉体がアイスと一緒に冷凍保存されている。

## 単行本情報
奇数巻が赤色で探偵・警察組が表紙になり、偶数巻が青色でマフィア・テロリスト組が表紙になっている。また、コミックスのカバーをめくった表紙と裏表紙には毎巻おまけ漫画が掲載されている。
- 『キューティクル探偵因幡』 全19巻
  1. 2008年04月27日発行 ISBN 978-4-7575-2249-7
  2. 2008年09月27日発行 ISBN 978-4-7575-2391-3
  3. 2009年03月27日発行 ISBN 978-4-7575-2528-3
  4. 2009年07月27日発行 ISBN 978-4-7575-2632-7
  5. 2010年02月27日発行 ISBN 978-4-7575-2815-4
  6. 2010年07月27日発行 ISBN 978-4-7575-2948-9
  7. 2010年12月27日発行 ISBN 978-4-7575-3108-6
  8. 2011年07月27日発行 ISBN 978-4-7575-3155-0 / 初回限定特装版 ISBN 978-4-7575-3156-7
  9. 2012年02月27日発行 ISBN 978-4-7575-3495-7
  10. 2012年12月27日発行 ISBN 978-4-7575-3845-0
  11. 2013年03月27日発行 ISBN 978-4-7575-3929-7
  12. 2013年09月27日発行 ISBN 978-4-7575-4075-0
  13. 2014年03月27日発行 ISBN 978-4-7575-4126-9 / 初回限定特装版 ISBN  978-4-7575-4114-6
  14. 2014年10月27日発行 ISBN 978-4-7575-4453-6
  15. 2015年04月27日発行 ISBN 978-4-7575-4580-9
  16. 2015年10月27日発行 ISBN 978-4-7575-4782-7
  17. 2016年06月27日発行 ISBN 978-4-7575-5026-1
  18. 2017年06月27日発行 ISBN 978-4-7575-5394-1
  19. 2017年06月27日発行 ISBN 978-4-7575-5395-8

- キューティクル探偵因幡 アンソロジーコミック（2012年12月27日発行） ISBN 978-4-7575-3846-7
- キューティクル探偵因幡 11.5 OFFICIAL FANBOOK（2013年3月27日発行） ISBN 978-4-7575-3873-3

## テレビアニメ
2013年1月から3月までTOKYO MX、サンテレビ、BS11、AT-Xにて放送された。
内容はほぼ原作通りであるが、原作からアニメ化されず先に進んだエピソードや、原作とアニメの順番が異なる回が存在する。また、アニメ化されなかった回に登場したキャラクターが、アニメ化された別の回に登場したケースもある。
なお、最終回（第12話）Bパートのみアニメオリジナルストーリーが放送され、アニメで登場回がカットされていた大矢総司、大矢太郎、鬼塚鉄謙の3人と原作者のもちがカメオ出演した。

### スタッフ
- 原作・ストーリーボード - もち（掲載 月刊「Gファンタジー」スクウェア・エニックス刊）
- 監督 - 満仲勧
- シリーズ構成 - 中村誠
- キャラクターデザイン・総作画監督 - 小池智史
- アクションディレクター - 砂川正和
- デザインワークス - 岩永悦宜
- 美術監督 - 徳田俊之
- 美術設定 - 鈴木典孝
- 色彩設定 - 斎藤真由
- 撮影監督 - 久野利和
- 編集 - 植松淳一
- 音響監督 - 高橋秀雄
- 音楽 - 奈良悠樹
- 音楽プロデューサー - 若林豪
- プロデューサー - 高橋和也、中村誠、田中信作、山崎史紀、礒谷徳知、山口健一
- 制作プロデューサー - 橋本和典、新宅潔
- アニメーション制作 - ZEXCS
- 製作 - キューティクル探偵因幡製作委員会（フロンティアワークス、メディアファクトリー、ショウゲート、エー・ティー・エックス、NECビッグローブ）

### 主題歌
オープニングテーマ「遥か、日常の中で」
作詞・作曲・編曲 - uz / 歌 - 因幡洋（諏訪部順一）
第1話では未使用。
エンディングテーマ「プリマ・ステラ」
作詞・作曲・編曲 - manzo / 歌 - 首領・ヴァレンティーノ（大川透）

### 各話リスト
| 話数   | 話数 | サブタイトル                        | 脚本     | 絵コンテ     | 演出         | 作画監督          |
| ------ | ---- | ----------------------------------- | -------- | ------------ | ------------ | ----------------- |
| 第1話  | #01A | 偽造通貨印刷事件                    | 中村誠   | 満仲勧       | 満仲勧       | 小池智史          |
| 第1話  | #01B | 因幡洋誘拐事件                      | 中村誠   | 満仲勧       | 満仲勧       | 小池智史          |
| 第2話  | #02A | 機密文書盗難事件                    | 満仲勧   | 山本靖貴     | 山本靖貴     | 北川大輔 前田学史 |
| 第2話  | #02B | 母子ストーカー事件                  | 満仲勧   | 山本靖貴     | 山本靖貴     | 北川大輔 前田学史 |
| 第3話  | #03A | チョコレート悩殺事件                | 小林成朗 | 山本天志     | 山本天志     | 伊部由起子        |
| 第3話  | #03B | 狼少女暗殺事件                      | 小林成朗 | 山本天志     | 山本天志     | 伊部由起子        |
| 第4話  | #04A | 制服警官襲撃事件                    | 中村誠   | 追崎史敏     | 追崎史敏     | 小美戸幸代 寒川歩 |
| 第4話  | #04B | 猫バカ洗脳事件                      | 中村誠   | 追崎史敏     | 追崎史敏     | 小美戸幸代 寒川歩 |
| 第5話  | #05A | 天才タッグ結束事件                  | 満仲勧   | 平牧大輔     | 平牧大輔     | 本多みゆき        |
| 第5話  | #05B | 慰安旅行極楽事件                    | 満仲勧   | 平牧大輔     | 平牧大輔     | 本多みゆき        |
| 第6話  | #06A | 黒幕黒い牙到来事件                  | 小林成朗 | 古田丈司     | 古田丈司     | 八尋裕子          |
| 第6話  | #06B | 外伝 -5月27日-                      | 小林成朗 | 古田丈司     | 古田丈司     | 八尋裕子          |
| 第6話  | #06C | 外伝 おおかみのいえ                 | 小林成朗 | 古田丈司     | 古田丈司     | 八尋裕子          |
| 第7話  | #07A | 外伝：毛立キューティクル学園入学    | 中村誠   | 追崎史敏     | 筑紫大介     | 徳田夢之介        |
| 第7話  | #07B | キューティクルLIFE 13年前の馬鹿息子 | 中村誠   | 追崎史敏     | 筑紫大介     | 徳田夢之介        |
| 第7話  | #07C | 外伝：バー・ラグドール              | 中村誠   | 追崎史敏     | 筑紫大介     | 徳田夢之介        |
| 第7話  | #07D | キューティクルLIFE 10年前の馬鹿息子 | 中村誠   | 追崎史敏     | 筑紫大介     | 徳田夢之介        |
| 第7話  | #07E | 九条組組長暗殺事件                  | 中村誠   | 追崎史敏     | 筑紫大介     | 徳田夢之介        |
| 第8話  | #08A | 佐々木優太誘拐事件                  | 満仲勧   | 山本天志     | 山本天志     | 伊部由起子        |
| 第8話  | #08B | 因幡親子決裂事件（前編）            | 中村誠   | ひいろゆきな | ひいろゆきな | 小園菜穂          |
| 第9話  | #09A | 因幡親子決裂事件（後編）            | 中村誠   | ひいろゆきな | ひいろゆきな | 谷津美弥子        |
| 第9話  | #09B | 恋愛フラグ乱立事件                  | 中村誠   | 山本天志     | 山本天志     | 伊部由起子        |
| 第10話 | #10A | ヤギ園満喫事件                      | 小林成朗 | 追崎史敏     | 追崎史敏     | 寒川歩 小美戸幸代 |
| 第10話 | #10B | 首領パワースポット陰謀事件          | 小林成朗 | 追崎史敏     | 追崎史敏     | 寒川歩 小美戸幸代 |
| 第11話 | #11  | 首領ヴァレンティーノ脱獄事件        | 中村誠   | 岡村正弘     | 岡村正弘     | 前田学史 出野喜則 |
| 第12話 | #12A | キューティクル怪盗誕生事件          | 中村誠   | 満仲勧       | 満仲勧       | 八尋裕子 北川大輔 |
| 第12話 | #12B | 悪の組織拡大事件                    | 中村誠   | 満仲勧       | 満仲勧       | 八尋裕子 北川大輔 |

### 放送局
| 放送地域 | 放送局             | 放送期間                | 放送日時                     | 放送系列         | 備考                            |
| -------- | ------------------ | ----------------------- | ---------------------------- | ---------------- | ------------------------------- |
| 日本全域 | AT-X               | 2013年1月4日 - 3月22日  | 金曜 23:30 - 土曜 0:00       | アニメ専門CS放送 | 製作委員会参加 リピート放送あり |
| 兵庫県   | サンテレビ         | 2013年1月7日 - 3月25日  | 月曜 23:30 - 火曜 0:00       | 独立局           |                                 |
| 東京都   | TOKYO MX           | 2013年1月8日 - 3月26日  | 火曜 1:30 - 2:00（月曜深夜） | 独立局           |                                 |
| 日本全域 | BS11               | 2013年1月9日 - 3月27日  | 水曜 0:30 - 1:00（火曜深夜） | BS放送           | ANIME+枠                        |
| 日本全域 | アニメイトTV       | 2013年1月11日 - 3月29日 | 金曜 12:00 更新              | ネット配信       |                                 |
| 日本全域 | アニメストア       | 2013年1月11日 - 3月29日 | 金曜 12:00 更新              | ネット配信       |                                 |
| 日本全域 | 楽天ショウタイム   | 2013年1月11日 - 3月29日 | 金曜 16:00 更新              | ネット配信       |                                 |
| 日本全域 | ニコニコ生放送     | 2013年1月12日 - 3月30日 | 土曜 0:30 - 1:00（金曜深夜） | ネット配信       |                                 |
| 日本全域 | ニコニコチャンネル | 2013年1月12日 - 3月30日 | 土曜 1:00 更新（金曜深夜）   | ネット配信       |                                 |
| 栃木県   | とちぎテレビ       | 2015年1月8日 -          | 木曜 23:30 - 24:00           | 独立局           |                                 |

### Blu-ray / DVD
2013年3月27日から発売開始。
| 巻 | 発売日        | 収録話          | 規格品番  | 規格品番  |
| 巻 | 発売日        | 収録話          | Blu-ray   | DVD       |
| -- | ------------- | --------------- | --------- | --------- |
| 1  | 2013年3月27日 | 第1話 - 第2話   | MFXC-0001 | MFBC-0035 |
| 2  | 2013年4月24日 | 第3話 - 第4話   | MFXC-0002 | MFBC-0036 |
| 3  | 2013年5月29日 | 第5話 - 第6話   | MFXC-0003 | MFBC-0037 |
| 4  | 2013年6月26日 | 第7話 - 第8話   | MFXC-0004 | MFBC-0038 |
| 5  | 2013年7月24日 | 第9話 - 第10話  | MFXC-0005 | MFBC-0039 |
| 6  | 2013年8月28日 | 第11話 - 第12話 | MFXC-0006 | MFBC-0040 |

- 全巻購入者特典はオリジナルドラマCD[6]。

### CD
| 発売日        | タイトル                         | 規格品番  |
| ------------- | -------------------------------- | --------- |
| 2013年2月27日 | 遥か、日常の中で／プリマ・ステラ | MFCZ-1022 |

## Webラジオ
『レディオ・ディ・ヴァレンティーノ』のタイトルで2012年12月26日から2013年8月28日までアニメイトTVにて配信されていたラジオ番組。
パーソナリティ
- 大川透（首領・ヴァレンティーノ役）

ゲスト
- 第0回…諏訪部順一（因幡洋役）
- 第1回…諏訪部順一（因幡洋役）
- 第2回…入野自由（野崎圭役）
- 第3回…森川智之（荻野邦治役）
- 第4回…鳥海浩輔（緒方柚樹役）
- 第5回…日笠陽子（ガブリエラ役）
- SP回…浅沼晋太郎（佐久間秋吉役）
- 第6回…小杉十郎太（ロレンツォ役）
- 第7回…下田麻美（佐々木勇太役）、巽悠衣子（ノア役）
- 第8回…竹内良太（蔵見虎泰役）
- 第9回…斎賀みつき（因幡遥役）
- 第10回…檜山修之（トーマス役）
- 第11回…利根健太朗（看守ロボ役他）
- 第12回…浅沼晋太郎（佐久間秋吉役）
- 第13回…小杉十郎太（ロレンツォ役）
- 第14回…森川智之（荻野邦治役）
- 第15回…巽悠衣子（ノア役）
- 第16回…小杉十郎太（ロレンツォ役）、巽悠衣子（ノア役）

### DJCD
2013年4月24日からDJCDが発売された。第1巻は完全新録、第2巻は新録に加えラジオ放送された回のダイジェストを収録。
| 発売日        | タイトル                                      | 規格品番  |
| ------------- | --------------------------------------------- | --------- |
| 2013年4月24日 | DJCD『レディオ・ディ・ヴァレンティーノ』Vol.1 | MFCZ-1041 |
| 2013年5月29日 | DJCD『レディオ・ディ・ヴァレンティーノ』Vol.2 | MFCZ-1042 |

## モバイル
NECビッグローブのスマートフォン向けアプリのカードコレクションゲーム『嫁コレ』に参加している。